# Neolycaena
Neolycaena — рід метеликів родини синявцеві (Lycaenidae). Відомо близько 20 видів. Види роду поширені в степовій і лісостеповій зоні Європи і Північної Азії до Далекого Сходу. В Україні зустрічається 1 вид — хвостюшок Еверсманна (Neolycaena rhymnus)

## Класифікація
Рід інколи включають в рід Satyrium. Рід включає такі види:
Підрід Neolycaena
- Neolycaena lunara
- Neolycaena medea
- Neolycaena olga
- Neolycaena pretiosa
- Neolycaena sinensis

Підрід Rhymnaria
- Neolycaena aeto
- Neolycaena baidula
- Neolycaena carbonaria
- Neolycaena connae
- Neolycaena davidi
- Neolycaena eckweileri
- Neolycaena falkovitchi
- Neolycaena iliensis
- Neolycaena irkuta
- Neolycaena kozlovi
- Neolycaena rhymnus
- Neolycaena sajana
- Neolycaena submontana
- Neolycaena tengstroemi
- Neolycaena transiliensis